# Pterolophia transversevittata
Pterolophia transversevittata là một loài bọ cánh cứng trong họ Cerambycidae.